# Claudio Jara
Claudio Miguel Jara Granados (Heredia, 6 maggio 1959) è un ex calciatore costaricano, di ruolo attaccante.

## Palmarès

### Club

#### Competizioni nazionali
- Campionato costaricano: 1

Alajuelense: 1992